# Рудник Вестрај
Рудник Вестраи (Westray mine) је био рудник угља у Плимуту, Нова Шкотска, Канада. Вестраи је био у власништву и руководству компаније Кара Рисорсис Инкорпорејтед (енг. Curragh Resources Incorporated ), која је од покрајинске и савезне владе добијала новац за отварање рудника и снабдевање локалне електране угљем. 
Рудник је отворен у септембру 1991. године, али је затворен осам месеци касније, када је због подземне експлозије метана, 9. маја 1992. године, погинуло 26 рудара, који су овде радили. 
Вишенедељни покушаји спасавања рудара били су широко праћени од стране националних медија, све док није постало очигледно да неће бити преживелих. 
Недељу дана касније, влада Нове Шкотске, наредила је јавну истрагу како би се утврдило шта је изазвало једну од најсмртоноснијих рударских катастрофа у Канади, а своја открића објавила је крајем 1997. године. У извештају се наводи да је рудник имао лошу организацију, сигурност рудара је била занемарена и лош надзор владиних регулатора довео је до катастрофе. Кривична пријава против двојице менаџера рудника покренута је на суђењу средином 1990-их, али је на крају одбачена 1998. године, јер се чинило да постоје мале шансе за добијање пресуде. Кара Рисорсис је банкротирао 1993. године, на шта је делимично утицала и ова катастрофа. 
117 рудара је остало незапослено скоро одмах након експлозије; исплаћена им је отпремнина у 12 недеља, шест година након затварања рудника, али тек када је на покрајинску владу извршен притисак да интервенише. Рудник је демонтиран и трајно затворен у новембру 1998. године. 

## Позадина
Након затварања последњег функционалног рудника 1970-их, оживеле су наде округа Пицтоу за рударску ренесану, са најавом предложеног рудника у региону крајем 1980-их.  Време је било политички савршено, будући да је регион изабрао новог вођу савезне опозиције, Брајана Малрунија, на изборима 1983. године у Централној Новој.  Након избора владе савезне конзервативне државе, Елмер Макај је почео да води тешку политичку филозофију.  У провинцији је такође био дом конзервативног премијера Доналда Камерона. Новац је стављен на располагање компанији у Торонту, Кара Рисорсис, за отварање рудника. 
1,21 километар пруге изграђен је од главне линије Канадске националне железнице у Стелартону који прелази Источну реку Пицтоа и долази до рудника у Плимуту. Угаљ из рудника би се преносио наменским јединичним возовима за напајање оближње производне станице у Трентону, којом је управљала Нова Шкотска Компанија, која је у то време била јавно предузеће. Вагони су били конструисани у оближњој фабрици шинских возила ТрентонВоркс која се борила за наруџбе.  Потом је 37 возила, CN 347000-347036, изграђено од стране Национал Стил Кар у Хамилтону, током новембра и децембра 1991. године. 

## Отварање рудника
Рудник је 11. септембра 1991. године отворен за велике локалне поклонике, али су одмах проблеми почели избијати на површину, када је у првих неколико месеци дошло до вишеструког урушавања крова.  Два месеца пре отварања, МЛА Берни Будро писао је министру рада Нове Шкотске, Лироју Лежер, питајући зашто рудник користи потенцијално опасне методе рударства које нису одобрене за вађење угља.  Министарство рада је дало Кара Инкорпорејтед-у посебну дозволу за коришћење ових метода за изградњу тунела док не стигну до угљеног слоја, али не и за откопавање угља. 
Лежер није био свестан да је компанија наставила да користи ове методе, три месеца након отварања рудника.  Оптужбе су упутили рударски радници предузећу о прекиду обуке о безбедности и опреми, за немарно и отворено криминално понашање према инспекцијама безбедности.  Рудари су се жалили на рад у дубокој угљеној прашини . 
У новембру 1991. године, рудар угљенокопа Карл Гуптил је упутио сигурносне притужбе инспекторима Министарства рада, али они нису покретали истрагу, након чега је он отпуштен у јануару 1992. године због изношења својих захтева. 

## Несрећа
У суботу, 9. маја 1992. године, експлозија метана, а накнадно и угљене прашине у 5 сати и 18 минута довела је до погибије 26 рудара.  Била је то најгора рударска катастрофа у Канади од 1958. године, када је несрећа на другом руднику угља у Новој Шкотској у Спрингхилу однла живот 75 рудара. 
У јеку експлозије, канадски и међународни медији су се спустили на малени засеок Плимут и оближње градове Нови Гласгов, Стелартон, Вествајл и Трентон. Затишје Канађана је трајало неколико дана, све док су тимови за спасавање рудара претраживали пукотине у рушевинама како би нашли преживеле.
Током наредних неколико дана медији су стално извештавали, из друштвеног центра који се налазио преко пута рудника, док су се спасилачке екипе налазиле у екстремно опасним условима под земљом. Званичници Вестраиа нису добро сарађивали са медијима, што је утицало на објављивање информација. 
Пронађена су тела 15 рудара, а после тога потрага и спашавање замењени су операцијом потраге за преживелима.  Након што су се подземни услови погоршали, донета је одлука да се потрага за преживелима обустави, оставивши тела 11 рудара у дубини рудника. 
117 рудара који тада нису радили у смени морали су да сачекају скоро шест година пре него што су добили отпремнину у трајању од 12 недеља, плус акумулиране камате.  Рудари су исплаћени, тек након правних битки које су трајале годинама, када је влада Нове Шкотске наредила да им се отпремнина исплати 1998. године. 

### Узрок смрти
Према обдукцији и спољним лекарским прегледима, 15 рудара чија су тела извучена умрло је у року од једног минута од експлозије. Откривено је да већина тела има врло високу концентрацију угљен моноксида; што би изазвало смрт у року од 20 секунди до једне минуте. Најмање три тела су показала повреде у складу са физичком траумом, проузрокујући неколико повреда, од којих би свака била кобна. Сва опорављена тела показивала су знакове опекотина, у распону од површинских опекотина до опекотина четвртог степена. Од опорављених рудара њих 13 је визуелно идентификовано. 
Према речима цртача, једно тело је било лоцирано, али није могло бити померено из рудника. То је због тога што је тело било сломљено и заробљено у машини која је смрскана од експлозије.  За преосталих 10 рудара, чија тела никада нису пронађена, веровало се да су погинули на лицу места. Њихова радна подручја претрпела су обимно уништење у руднику, са одроном великих стена. Сматрало се мало вероватним да је било ко од ових рудара преживео експлозију. 

### Пробни поступак
Краљевска канадска полиција (РЦМП) започела је истрагу о експлозији, приближно у време када је у мају опозвана потрага и спашавање. 17. септембра, истражитељи РЦМП-а су ушли поново у рудник са тимом за спасавање, како би прикупили доказе за кривично гоњење и успели да дођу до главног отвора на југозападу, где су била преостала тела рудара и сумњиви епицентар експлозије.
Дана 5. октобра 1992. године, компанија Вестраи Коал и четворица њених менаџера оптужени су за 52 кривична дела, за руковање несигурним рудником према Закону о безбедности и заштити на раду у Новој Шкотској, од стране Министарства за рад у Новој Шкотској.  Од стране покрајинског директора јавног тужилаштва, Џона Пирсона, 34 оптужбе су накнадно повучене, децембра те године.  Пирсон је 4. марта 1993. године повукао преостале некривичне оптужбе, који су изразили забринутост да би могли угрозити будуће кривичне пријаве.   Тада РЦМП није поднео кривичне пријаве. 
Двојица менаџера рудника, Гералд Филипс и Роџер Пари,  оптужени су са 26 тачака за убиство и злочиначку непажњу која је проузроковала смрт.  Током целог суђења, суд није био вољан да пружи потпуно обелодањење у складу са Кривичним закоником. Било је потребно да судија, господин судија Роберт Андерсон, изричито наложи обелодањивање: 
1. Судом предвиђени сведоци (наређено 2. септембра 1994.);
2. редослед којим ће се позивати ови сведоци (већи од 200) (наређено 2. децембра 1994.);
3. списак свих експоната које је суд расписао (наређено 27. септембра 1994.) и
4. сви стручни извештаји суда до 15. новембра 1994. (наређено 18. октобра 1994.).

Дана 1. фебруара 1995. године, скоро три године након инцидента, суд је открио 17 нових докумената која су била у њиховом поседу најмање две године и за која су једнострано донели одлуку да неће бити обелодањивана.  Суд је поднео захтев да се судија Андерсон уклони из случаја због прекршаја, који потиче од тога да је Андерсон позвао директора јавног тужилаштва у провинцији, Мартина Херсхорна, затраживши да водећег тужиоца суда, Хермана Фелдерхофа, уклони због нестручности.  Предлог је чуо судија Андерсон, и он је изразио да није показао пристрасност када је телефонирао Херсхорну, тиме одбацивши то 14. марта. 
Дана 9. јуна 1995. године, судија Андерсон је задржао оптужбе на основу тога што тужиоци намерно нису открили кључне доказе одбрани.  Затим је уложена жалба Апелационом суду у Новој Шкотској, који је 30. новембра 1995. наредио ново суђење, у којем је наведено да је судија Андерсон показао пристрасност и да је починио законске грешке када је одустао од суђења.  Налог за ново суђење подржао је Врховни суд Канаде 20. марта 1997, који је критиковао судију расправе због тога што је током суђења позвао директора кривичног гоњења да се жали на начин на који су тужиоци водили случај. 
Две године након што је Врховни суд наредио ново суђење, тужиоци су одлучили да не настављају оптужбе 29. јуна 1999., јер су утврдили да нема довољно доказа за осигурање пресуда.  У априлу 2000. године објављен је владин извештај о злоупотреби случаја од стране судских тужилаца. У овом извештају се препоручује стварање специјалних тужилачких служби које ће се бавити предметима већих случајева и препоручено је да се запошљавају и спољни експерти. 

### Упит
Шест дана након експлозије, провинцијска влада Нове Шкотске покренула је Јавну истрагу о руднику Вестраи и питањима сигурности која су произишла из експлозије.  Комисију је водио судија Кенет Петер Ричард из првостепеног одељења Врховног суда Нове Шкотске.  Истрага је првобитно требало да почне са саслушањем средином октобра, али адвокати који заступају високе запослене у компанији Вестраи Коал успешно су је одложили за 30. септембар - на основу тога што су сматрали да је истрага неуставна - јер ће спречити њихове клијенте да примају правично суђење, ако су икада оптужени.  Главни судија Нове Шкотске, Констанца Глуб, пресудила је 13. новембра да је истрага неуставна, јер је на њу гледала као на кривичну истрагу која ће присилити депоненте да сами себе инкриминирају.  На њену одлуку је уложена жалба, а Апелациони суд у Новој Шкотској пресудио је 19. јануара 1993. године да је истрага уставна, али да се може наставити тек када све оптужбе прођу кроз судски систем, како би се очувало право запослених на поштено суђење. 
Када се истрага наставила 1995. године, Клифорд Фрејм, оснивач, главни акционар, програмер, председник и генерални директор Кара Инкорпорејтеда, компаније чија је подружница управљала рудником, одбили су да заузму став и сведоче.  Други моћни менаџер компаније Кара Инкорпорејтеда, Марвин Пелеи, бивши председник Вестраи-а, такође су одбили да сведоче.   Извештај је објављен 1. децембра 1997. године и препоручио је темељни преглед свих покрајинских закона и одељења за рад и рударство.  Већина препорука извештаја је спроведена.  

### Законодавство
Као резултат неуспеха у процесуирању власника рудника и менаџера рудника, канадски Конгрес рада и неки од његових придружених организација покренули су интензивну лобистичку кампању средином 1990-их, за измену Кривичног закона Канаде, како би се затворили кривично одговорни руководиоци и директори корпорација које нису успеле да предузму кораке да заштите живот својих запослених. Користећи тактику са уведеним приватним чланом, који је обично био посланик Нове демократске странке или блока Квебекс, ова агенда је узнапредовала. Сваки пут када би се Заступнички дом пророгирао, уведени приватни члан би умирао на папиру за наручивање, а процес би поново почео на следећој седници Парламента. Отприлике у петом покушај, крајем 2003. године, федерална влада је усвојила члан Ц-45 (који се понекад назива и „Вестраи Бил“) као директан одговор на катастрофу Вестраи рудника. 
Нови закон ступио је на снагу 31. марта 2004. године.  Овај члан пружио је нови режим који се истиче оквиром корпоративне одговорности у Канади.  Такође је предвидео нову шему кажњавања како би судови не само усавршавали корпорације, већ и да их тестирају како би се осигурало да се кривична дела не понове.  Међутим, неки посматрачи су веровали да се члан Ц-45 у великој мери доживљава као политичко држање савезне владе, јер је несумњиво да би нове одредбе имале утицаја на правне последице катастрофе;  због поделе власти у канадском Уставу, покрајина је једина влада која би могла да донесе било какву стварну промену.  
Супротно томе, Јунајтед Стилворкерс, синдикат који представља рударе и који је предводио напоре у лобирању, сматрао је закон важним новим алатом за задржавање одговорног корпоративног лидерства у катастрофама на послу.  Кључна измена Кривичног законика гласи: „217.1 Свако ко се обавезује или има овлашћења да усмерава како друга особа ради или обавља задатак, законски је дужан да предузме разумне кораке како би спречио наношење телесне повреде тој особи или било које друге особе, проистекле из тог посла или задатка. " 

### Спомен
Данас спомен стоји у парку у оближњем Новом Гласгову, на приближној локацији изнад земље, где је заробљено преосталих 11 рудара.  Спомен је заштићен од стране владе Нове Шкотске и забрањено је даље истраживање минерала на локацији од 250 хектара. Централни споменик меморијала, је уклесан са именима и годинама двадесет шест мушкараца који су изгубили живот у катастрофалним стањима, и са исписаном реченицом: "Њихова светлост ће увек сијати". 

Имена и узрасти 26 рудара који су погинули у катастрофи рудника угља Вестраи: 
| - Џон Томас Бејтс, 56 - Лари Артур Бел, 25 - Бени Жозеф Беноит, 42 - Вајн Михаел Конвеј, 38 - Ферис Тод Деван, 35 - Адонис Џ. Долимонт, 36 - Роберт Стивен Дојл, 22 - Реми Жозеф Дролет, 38 - Рој Едвард Фелтмејт, 33 - Чарлс Роберт Фрејсер, 29 - Мајлс Денијел Гајлс, 32 - Џон Филип Халоран, 33 - Рендолф Брајан Хоус, 27 | - Тревор Мартин Џејн, 36 - Лоренс Елвајн Џејмс, 34 - Еуген В. Џонсон, 33 - Стефен Паул Лилеј, 40 - Михаел Фредерик МекКеј, 38 - Ангус Жозеф МекНејл, 39 - Глен Давид Мартин, 35 - Хари A. МекКолум, 41 - Ерик Арл МекАјзк, 38 - Џорџ С. Џејмс Монро, 38 - Дени Џејмс Поплар, 39 - Ромео Андрју Шорт, 35 - Петер Франсис Викерс, 38 |  |

## Рушење рудника
Некадашње налазиште рудника углавном је срушено 1998. године. Када су 27. новембра 1998. године срушена два силоса за складиштење плавог бетона, највидљивији подсетник трагедије је избрисан.  Оштећена рударска осовина трајно је запечаћена након одлуке о прекиду даљих покушаја опоравка у мају 1992. године и након завршетка свих истрага. 

## Сродни радови
Катастрофа је била тема документарног филма Канаде, "Вестраи", за 2001. годину који је написао и режирао Паул Кован .  Филм је укључивао драматичне поновне реакције три Вестраијеве удовице - Хариет Монро, Вики Дролет и Бернадете Фелтмејт - као и рударе Вејн Шеверие, Фрејсер Агнев и Карл Гуптил.  Филм је освојио награду за најбољи документарни филм на 22. додели награда Гение . 
Изложба у индустријском музеју Нове Шкотске у оближњем Стелартону истражује историју рудника и катастрофе.  Лео МекКаи Џр. написао је у роману "Двадесет и шест" признату фикционализацију о тим догађајима.   Група Випинг Тајл снимила је песму о катастрофи, под називом "Вестраи". Различити аранжмани песме представљени су на њиховом албуму "Епе" из 1994. године и на њиховом албуму "Колд Снеп" из 1996. године. Песму је написала чланица бенда Сара Хармер . 